# Saint-Martin-d'Août
Pour les articles homonymes, voir Saint-Martin.
Saint-Martin-d'Août est une commune française située dans le département de la Drôme en région Auvergne-Rhône-Alpes.

## Géographie

### Localisation
Saint-Martin-d'Août est situé à 18 km à l'est de Saint-Vallier (chef-lieu du canton), à 24 km au nord-est de Tain-l'Hermitage et à 26 km au nord de Romans-sur-Isère.

### Hydrographie
Le territoire communal est bordé par la Vermeille qui est un affluent de la Galaure. Son cours est de 8,3 km.

### Climat
Pour des articles plus généraux, voir Climat d'Auvergne-Rhône-Alpes et Climat de la Drôme.
En 2010, le climat de la commune est de type climat méditerranéen altéré, selon une étude du Centre national de la recherche scientifique s'appuyant sur une série de données couvrant la période 1971-2000. En 2020, Météo-France publie une typologie des climats de la France métropolitaine dans laquelle la commune est dans une zone de transition entre le climat de montagne et le climat méditerranéen et est dans la région climatique  Moyenne vallée du Rhône, caractérisée par un bon ensoleillement en été (fraction d’insolation > 60 %), une forte amplitude thermique annuelle (4 à 20 °C), un air sec en toutes saisons, orageux en été, des vents forts (mistral), une pluviométrie élevée en automne (250 à 300 mm).
Pour la période 1971-2000, la température annuelle moyenne est de 11,7 °C, avec une amplitude thermique annuelle de 17,6 °C. Le cumul annuel moyen de précipitations est de 950 mm, avec 8,9 jours de précipitations en janvier et 5,8 jours en juillet. Pour la période 1991-2020, la température moyenne annuelle observée sur la station météorologique de Météo-France la plus proche, « Saint-Christophe-L_sapc », sur la commune de Saint-Christophe-et-le-Laris à 7 km à vol d'oiseau, est de 11,9 °C et le cumul annuel moyen de précipitations est de 1 004,4 mm,. Pour l'avenir, les paramètres climatiques de la commune estimés pour 2050 selon différents scénarios d'émission de gaz à effet de serre sont consultables sur un site dédié publié par Météo-France en novembre 2022.

### Voies de communication et transports
Le territoire communal est traversé par les routes départementales 321 et 362 (RD 321 et RD362).

## Urbanisme

### Typologie
Au 1er janvier 2024, Saint-Martin-d'Août est catégorisée commune rurale à habitat dispersé, selon la nouvelle grille communale de densité à 7 niveaux définie par l'Insee en 2022.
Elle est située hors unité urbaine et hors attraction des villes,.

### Occupation des sols
L'occupation des sols de la commune, telle qu'elle ressort de la base de données européenne d’occupation biophysique des sols Corine Land Cover (CLC), est marquée par l'importance des territoires agricoles (71,6 % en 2018), une proportion sensiblement équivalente à celle de 1990 (71,8 %). La répartition détaillée en 2018 est la suivante : 
zones agricoles hétérogènes (53,1 %), forêts (27,1 %), terres arables (18,5 %), zones industrielles ou commerciales et réseaux de communication (1,3 %). L'évolution de l’occupation des sols de la commune et de ses infrastructures peut être observée sur les différentes représentations cartographiques du territoire : la carte de Cassini (XVIIIe siècle), la carte d'état-major (1820-1866) et les cartes ou photos aériennes de l'IGN pour la période actuelle (1950 à aujourd'hui).

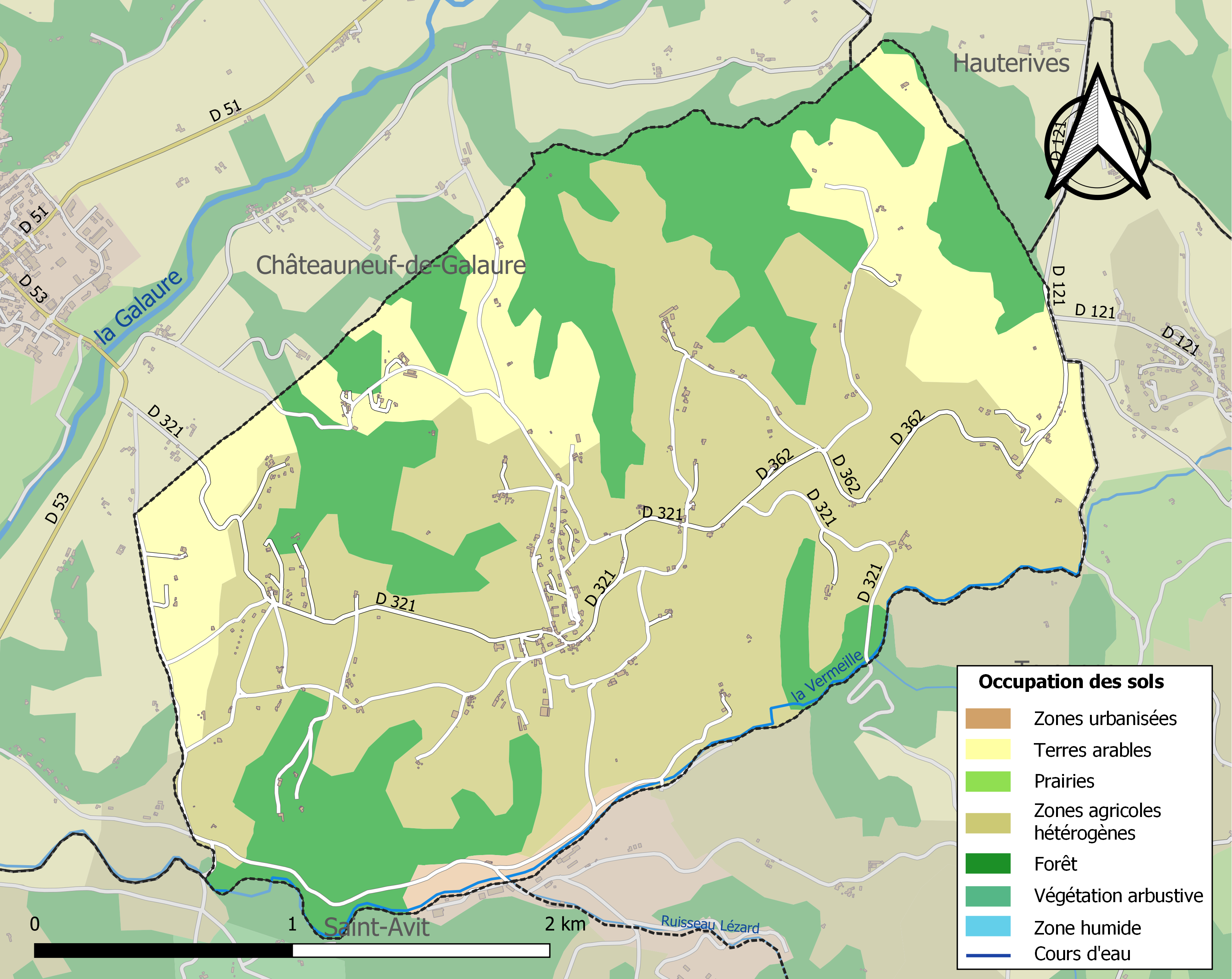
Carte des infrastructures et de l'occupation des sols de la commune en 2018 (CLC).

## Toponymie

### Attestations
Dictionnaire topographique du département de la Drôme :
- XIVe siècle : mention de la paroisse : capella Sancti Martini d'Os (pouillé de Vienne).
- 1521 : mention de la paroisse : ecclesia Sancti Martini d'Aouste (pouillé de Vienne).
- 1777 : Saint Martin d'Aouste (ét. de secteur).
- 1788 : Saint-Martin d'Aoust (Alman. du Dauphiné).
- 1793 : Montmartin d'Août [appellation révolutionnaire].
- 1891 : Saint-Martin-d'Août, commune du canton de Saint-Vallier.

## Histoire
Pour un article plus général, voir Histoire de la Drôme.

### Du Moyen Âge à la Révolution
La seigneurie :
- Au point de vue féodal, Saint-Martin-d'Août était une terre qui appartenait aux Moirans dans le cours du XIIe siècle.
- Elle passe aux Monchenu.
- 1775 : passe aux Bally de Bourchenu, derniers seigneurs.

Avant 1790, Saint-Martin d'Août était une communauté de l'élection et subdélégation de Romans et du bailliage de Saint-Marcellin.

Elle formait une paroisse du diocèse de Vienne, dont les dîmes appartenaient au prieur de Saint-Donat qui présentait à la cure.

### De la Révolution à nos jours
En 1790, la commune est comprise dans le canton de Châteauneuf-de-Galaure. La réorganisation de l'an VIII (1799-1800) la place dans le canton de Saint-Vallier.

## Politique et administration

### Liste des maires
| Période                                  | Période   | Identité       | Étiquette | Qualité              |
| ---------------------------------------- | --------- | -------------- | --------- | -------------------- |
| Les données manquantes sont à compléter. |           |                |           |                      |
| mars 1959                                | juin 1995 | Joseph Bourrut |           |                      |
| juin 1995                                | mai 2020  | Micaël Bordas  | DVD       | agriculteur retraité |
| mai 2020                                 | En cours  | Aline Hebert   |           |                      |

## Population et société

### Démographie
L'évolution du nombre d'habitants est connue à travers les recensements de la population effectués dans la commune depuis 1793. Pour les communes de moins de 10 000 habitants, une enquête de recensement portant sur toute la population est réalisée tous les cinq ans, les populations de référence des années intermédiaires étant quant à elles estimées par interpolation ou extrapolation. Pour la commune, le premier recensement exhaustif entrant dans le cadre du nouveau dispositif a été réalisé en 2004.

En 2022, la commune comptait 389 habitants, en évolution de +1,83 % par rapport à 2016 (Drôme : +2,64 %, France hors Mayotte : +2,11 %).
| 1793 | 1800 | 1806 | 1821 | 1831 | 1836 | 1841 | 1846 | 1851 |
| ---- | ---- | ---- | ---- | ---- | ---- | ---- | ---- | ---- |
| 330  | 449  | 373  | 344  | 408  | 410  | 414  | 444  | 452  |

| 1856 | 1861 | 1866 | 1872 | 1876 | 1881 | 1886 | 1891 | 1896 |
| ---- | ---- | ---- | ---- | ---- | ---- | ---- | ---- | ---- |
| 470  | 473  | 444  | 463  | 466  | 450  | 469  | 471  | 450  |

| 1901 | 1906 | 1911 | 1921 | 1926 | 1931 | 1936 | 1946 | 1954 |
| ---- | ---- | ---- | ---- | ---- | ---- | ---- | ---- | ---- |
| 442  | 458  | 420  | 379  | 373  | 342  | 312  | 321  | 287  |

| 1962 | 1968 | 1975 | 1982 | 1990 | 1999 | 2004 | 2006 | 2009 |
| ---- | ---- | ---- | ---- | ---- | ---- | ---- | ---- | ---- |
| 282  | 271  | 240  | 246  | 258  | 296  | 327  | 351  | 398  |

| 2014 | 2019 | 2022 | - | - | - | - | - | - |
| ---- | ---- | ---- | - | - | - | - | - | - |
| 377  | 382  | 389  | - | - | - | - | - | - |

En 2009 Saint-Martin-d'Août a été élue sixième commune ayant eu les plus forts taux d'augmentation de population voir http://www.ledauphine.com/les-plus-fortes-augmentations-de-population-@/index.jspz?chaine=22&article=249690

### Enseignement
La commune est rattachée à l'académie de Grenoble et compte une école primaire publique.

### Manifestations culturelles et festivités
- Fête : premier dimanche d'août[20].

### Loisirs
- Plateau Multisports - City stade[21].
- Pumptrack[22].

### Médias
La population de la commune se situe dans l'aire de diffusion de plusieurs médias :
- Presse écrite
  - Le Dauphiné libéré, quotidien régional qui consacre, chaque jour, y compris le dimanche, dans son édition de « Romans et Drôme des collines » un ou plusieurs articles à l'actualité du canton et de la commune, ainsi que des informations sur les éventuelles manifestations locales, les travaux routiers, et autres événements divers à caractère local.
  - L'Impartial de la Drôme, hebdomadaire régional. Le journal retrace chaque semaine les événements économiques, politiques, associatifs, culturels et sportifs de la vie locale et régionale.
  - L'Agriculture Drômoise, journal d'informations agricoles et rurales, couvre l'ensemble du département de la Drôme.
  - Drôme Hebdo (ancien Peuple Libre), hebdomadaire chrétien d'informations.
- Presse audio-visuelle
  - France Bleu est une radio publique diffusée sur son territoire.

## Économie
En 1992 : céréales, vergers, vignes, pâturages (bovins, caprins), porcins.

## Culture locale et patrimoine

### Lieux et monuments
- Chapelle Sainte-Marguerite[20].
- Fontaine[20].
- Église Saint-Martin de Saint-Martin-d'Août du XIXe siècle[20].
- Monument aux morts[23],[24].
- Stèle avec plaque commémorative en mémoire de Louis Aragon et Elsa Triolet[25].

### Patrimoine culturel
- Bibliothèque municipale[26],[27].

### Personnalités liées à la commune
- Joseph Bordas (1846-1898) : écrivain et archiviste ayant vécu à Saint-Martin-d'Août. Il consacrera notamment un de ses écrits sur la chapelle Sainte-Marguerite dans l'opuscule suivant datant de 1890 « Le pèlerinage de Sainte-Marguerite à Saint-Martin-d'Août (Drôme) »[28],[29].
- Elsa Triolet (1896-1970) : écrivain et compagne de Louis Aragon. D'origine russe, née Elsa Kagan, elle a publié des journaux de résistance comme « La Drôme en armes »[30],[pertinence contestée].
- Louis Aragon (1897-1982) : écrivain et poète communiste, réfugié pendant la guerre 39/45 à Saint-Donat. Il fut chanté par Jean Ferrat. Résistant, il a créé la « Chanson du franc-tireur »[31],[32],[33],[34],[pertinence contestée]
- Henri Bouvet (1901-1939) : adjudant-chef, aviateur disparu le 15 décembre 1939 quartier des fonds commune de Saint-Martin d'août, à bord du BLOCH 210, parachute non ouvert No 183E856 de la 51e Escadre de Bombardement[35].
- Pierre Lucas (1917-1939) : aviateur disparu le 15 décembre 1939 à bord du BLOCH 210 No 183 de la 51° Escadre de Bombardement[36].
- Ann Karen Sieben (1963) : pèlerine américaine; ancienne ingénieure nucléaire, née à Denver dans le Colorado; parcourant les communes de Saint-Martin pour lui rendre hommage. Elle passera à Saint-Martin-d'Août le 21 décembre 2023[37],[38],[39].

### Héraldique, logotype et devise
|  | Saint-Martin-d'Août possède des armoiries dont l'origine et le blasonnement exact ne sont pas disponibles. |